# Aeroportul Sibu
Aeroportul Sibu (IATA: SBW, ICAO: WBGS) este un aeroport din Sibu⁠(d), Sibu⁠(d), Sarawak, Malaysia ce deservește zona Bintangor⁠(d). Aeroportul a fost tranzitat în 2021 de 242.451 de pasageri.
Situat la o altitudine de 37 m, aeroportul dispune de o singură pistă. Este operat de Malaysia Airports⁠(d).